# Český svaz curlingu
Český curling, oficiálně Český svaz curlingu (ČSC), dříve Československý svaz curlingu je česká sportovní organizace zastřešující curling, sdružující curlingové kluby a pořádající národní a mezinárodní soutěže. Vznikla na podzim roku 1990.

## Kluby
Níže je uveden seznam curlingových klubů v rámci ČSC:
| Logo                       | Název                              | Poznámky  |
| -------------------------- | ---------------------------------- | --------- |
|                            | 1. CK Brno                         |           |
| bez volně šiřitelného loga | 1. KCK Trutnov                     |           |
| bez volně šiřitelného loga | Handicap Sport Club Velké Meziříčí | vozíčkáři |
| bez loga                   | CC Citadela                        |           |
|                            | CC Savona                          |           |
| bez volně šiřitelného loga | CC Letící kameny                   |           |
| bez volně šiřitelného loga | CC Kolibris                        |           |
| bez loga                   | CC Zlatá Praha                     |           |
|                            | Klub z Viktorky                    |           |
|                            | CC Dion                            |           |
|                            | CC Zbraslav                        |           |
|                            | CC Kladno                          |           |
|                            | CC Prague Tee Party                |           |
|                            | Relax Sport Club Zbraslav          |           |
|                            | Rychlopalná košťata Brno           |           |
| bez volně šiřitelného loga | CC Ledoborci                       |           |
| bez loga                   | CC Sokol Liboc                     |           |
|                            | CC Riper                           |           |
|                            | CC Karviná                         |           |
| bez volně šiřitelného loga | CC Loupežníci Jičín                |           |
|                            | Curling Ostrava                    |           |
| bez volně šiřitelného loga | Pražský lední club                 |           |
|                            | Sportovní club Jedličkova ústavu   | vozíčkáři |
|                            | CC Meteorite                       |           |
| bez loga                   | CC Kamenný Újezd                   |           |
|                            | Centrum Třešňovka                  |           |
|                            | Curling Brno                       |           |
| bez volně šiřitelného loga | 1. PSKN Praha                      |           |
|                            | SK Neslyšících Brno 1932           | neslyšící |
|                            | SK Nové Město nad Metují           | vozíčkáři |

## Haly
Svaz, jako takový, nespravuje žádné haly. Zde je seznam specializovaných hal pro curling v ČR (některé se střídají s jinými sporty, např. hokejem):
| Fotografie     | Název                    | Adresa                                                                    | Poznámky                                 |
| -------------- | ------------------------ | ------------------------------------------------------------------------- | ---------------------------------------- |
|                | Praha – Roztyly          | Komárkova 12, 148 00 Praha 11-Chodov                                      | čtyři dráhy, bezbariérová, otevřeno 2004 |
|                | Praha – Zbraslav         | Pod Třešňovkou č. ev. 234, 156 00 Zbraslav                                | dvě dráhy                                |
|                | Brno – Zbrojovka         | Lazaretní 1/7, 615 00 Brno-Židenice-Zábrdovice                            | tři dráhy                                |
| bez fotografie | Zimní stadion Jičín      | Kollárova 356/356, 506 01 Jičín                                           | pět drah                                 |
|                | Zimní stadion Trutnov    | Na Lukách 460, 541 01 Trutnov                                             | pět drah, otevřeno 1997                  |
|                | Zimní stadion Karviná    | Zimní stadion STaRS Karviná, Karola Śliwky 783/2a, 733 01 Karviná-Fryštát | dvě dráhy                                |
|                | ČPP Aréna Hradec Králové | Komenského 1214/2, 500 03 Hradec Králové 3                                |                                          |
|                | Budvar Aréna             | Františka Antonína Gerstnera 7, 370 01 České Budějovice 7                 |                                          |
|                | Zimní stadion Opočno     | Pohořská 712, 517 73 Opočno                                               |                                          |
| bez fotografie | Ice Arena Plzeň          | Studentská 117/2143, 323 00 Plzeň 1                                       | otevřeno 2009                            |

## Výkonný výbor ČSC
Výkonný výbor Českého svazu curlingu je exekutivní orgán volený Členskou schůzí na volební období čtyři roky. Sestává celkem ze 7 členů, 1 předsedy, 2 místopředsedů a 4 řadových členů. Výkonný výbor se zabývá řízením svazových aktivit, strategickým plánováním, rozhodováním o provozních záležitostech a přípravou materiálů pro Členskou schůzi.
Výkonný výbor je ve funkci od června roku 2021:
| Jméno a příjmení           | Pozice        | Člen klubu          | Kompetence                                                                                        |
| -------------------------- | ------------- | ------------------- | ------------------------------------------------------------------------------------------------- |
| David Šik                  | předseda      | CC Kolibris         | komunikace a reprezentace svazu do zahraničí                                                      |
| Marek Vydra                | místopředseda | 1. CK Brno          | marketing, turnaje WCT                                                                            |
| Monika Podrábská Skotnická | místopředseda | CC Ledoborci        | juniorský a žákovský curling, STM, akademici, Juniorská komise ČSC, Komise curlingu vozíčkářů ČSC |
| Ondřej Bodlák              | člen          | CC Loupežníci Jičín | rozvoj curlingu                                                                                   |
| Karolína Frederiksen       | člen          | CC Savona           | ekonomika svazu                                                                                   |
| Jan Zelingr                | člen          | Curling Brno        | svazové soutěže, Soutěžní komise ČSC, Komise rozhodčích ČSC                                       |
| Petr Štěpánek              | člen          | CC Dion             | reprezentace, Reprezentační a trenérsko-metodická komise ČSC, Zdravotní komise ČSC                |

## Komise ČSC[pozn. 1]
Komise jsou zřizovány Členskou schůzí, nebo z rozhodnutí Výkonného výboru ČSC. Jednají na základě Statutu pro danou komisi, kterým jí její zřizovatel dává kompetence.

### Smírčí a revizní komise ČSC
| Jméno a příjmení  | Pozice   | Člen klubu     |
| ----------------- | -------- | -------------- |
| Jan Kubín         | předseda | CC Zlatá Praha |
| Martina Strnadová | člen     | CC Savona      |
| Jan Vlášek        | člen     | CC Riper       |

### Disciplinární komise ČSC
| Jméno a příjmení    | Pozice   | Člen klubu         |
| ------------------- | -------- | ------------------ |
| Štěpán Hron         | předseda | Pražský lední club |
| Jana Beránková      | člen     | CC Kolibris        |
| Terezie Vondrášková | člen     | Pražský lední club |
| Marek Černovský     | člen     | CC Dion            |

### Soutěžní komise ČSC
| Jméno a příjmení | Pozice   | Člen klubu   |
| ---------------- | -------- | ------------ |
| Jiří Deyl        | předseda | CC Kolibris  |
| Roman Podlena    | člen     | 1. CK Brno   |
| Tomáš Válek      | člen     | CC Zbraslav  |
| Tomáš Ondrouch   | člen     | Curling Brno |

### Komise rozhodčích ČSC
| Jméno a příjmení     | Pozice   | Člen klubu         |
| -------------------- | -------- | ------------------ |
| Vlastimil Vojtuš     | předseda | Pražský lední club |
| Tomáš Horák          | člen     | RPK Brno           |
| Rastislav Michalka   | člen     | Pražský lední club |
| Michaela Skleničková | člen     | CC Zbraslav        |

### Reprezentační a trenérsko-metodická komise ČSC
| Jméno a příjmení   | Pozice   | Člen klubu     |
| ------------------ | -------- | -------------- |
| Jakub Bareš        | předseda | 1. CK Brno     |
| Vladimír Černovský | člen     | CC Dion        |
| Anna Kubešková     | člen     | CC Sokol Liboc |
| Jiří Snítil        | člen     | 1. CK Brno     |

### Zdravotní komise ČSC
| Jméno a příjmení | Pozice   | Člen klubu  |
| ---------------- | -------- | ----------- |
| Marek Brožek     | předseda | CC Kolibris |

### Komise curlingu vozíčkářů
| Jméno a příjmení   | Pozice   | Člen klubu         |
| ------------------ | -------- | ------------------ |
| Roman Suda         | předseda |                    |
| Dana Selnekovičová | člen     | SC Jedličkův ústav |
| Pavla Vrbová       | člen     |                    |
| Eleonora Vydrová   | člen     | 1. CK Brno         |

### Juniorská komise ČSC
| Jméno a příjmení | Pozice   | Člen klubu         |
| ---------------- | -------- | ------------------ |
| Martin Votava    | předseda | CC Ledoborci       |
| Lenka Hronová    | člen     | Pražský lední club |
| Eliška Siblíková | člen     | Curling Brno       |
| David Jakl       | člen     | CC Dion            |

### Ekonomická komise ČSC
| Jméno a příjmení  | Pozice   | Člen klubu       |
| ----------------- | -------- | ---------------- |
| Romana Havelková  | předseda | CC Kladno        |
| Kateřina Jiralová | člen     | CC Ledoborci     |
| Martin Sviták     | člen     | CC Kamenný Újezd |

### Rozvojová komise ČSC
| Jméno a příjmení | Pozice   | Člen klubu      |
| ---------------- | -------- | --------------- |
| Lukáš Lukovský   | předseda | Curling Ostrava |

## Reprezentační týmy[33]

Zuzana Paulová při turnaji

- Mužská reprezentace (ME – A, MS): Lukáš Klíma, Marek Černovský, Lukáš Klípa, Radek Boháč, Martin Jurík trenéři; Craig Savill, Jan Zelingr
- Ženská reprezentace (ME – B): Anna Kubešková, Alžběta Anna Zelingrová, Michaela Baudyšová, Klára Svatoňová, Aneta Müllernová, Karolína Špundová trenér; Karel Kubeška
- Reprezentace Mixed doubles (MS – A): Zuzana Paulová, Tomáš Paul
- Reprezentace vozíčkářů (MS – A): Dana Selnekovičová, Martin Tluk, Milan Bartůněk, Petr Pešek, Jana Břinčilová trenér; Sune Frederiksen
- Reprezentace juniorů (MS – B): Vít Chabičovský, Ondřej Bodlák, Kryštof Žďárský, David Škácha, Jakub Matějíček trenér; Karel Kubeška
- Reprezentace juniorek (MS – B): Sofie Krupičková, Veronika Vašáková, Emma Seifriedová, Klára Baudyšová, Matylda Volfová trenér; Vojtěch Reitmajer
- Reprezentace smíšených týmů (MS): Miloš Hoferka, Pavlína Čížková, Danila Liamaev, Zuzana Halová
- Reprezentace seniorů (MS): David Šik, Karel Hradec, Marek Brožek, Jiří Chobot, David Havlena
- Reprezentace seniorek (MS): Lenka Šafránková, Jana Voborníková, Věra Netušilová, Romana Havelková, Jana Zikmundová

## Soutěže[34]
Soutěže organizované ČSC:
| Soutěž                           | Popis                                                                                                | Aktuální mistr soutěže                          |
| -------------------------------- | --- | ----------------------------------------------- |
| MČR mužů a žen                   | Dlouhodobá soutěž. Vítěz bude reprezentovat na ME mužů a žen.                                        | Liboc 3 (Kubešková) a Zbraslav Klíma (L. Klíma) |
| MČR mixed doubles                | Dlouhodobá soutěž smíšených párů. Vítěz bude reprezentovat na MS mixed doubles.                      | ASC Dukla (Zuzana a Tomáš Paulovi)              |
| MČR juniorů a juniorek           | Krátkodobá soutěž hráčů a hráček do 21 let. Vítězové budou reprezentovat na MS–B juniorů a juniorek. | Polární lišky Zbraslav a Loupežníci Jičín A     |
| MČR žáků a žákyň                 | Krátkodobá soutěž hráčů do 15 let.                                                                   | Kolibris 8                                      |
| MČR mixů                         | Krátkodobá soutěž smíšených čtveřic. Vítěz bude reprezentovat na MS mixů.                            | Savona Kosa                                     |
| MČR seniorů a seniorek           | Krátkodobá soutěž hráčů nad 50 let. Vítězové budou reprezentovat na MS seniorů a seniorek.           | Kolibris 1 a Kolibris                           |
| MČR mixed doubles juniorů        | Krátkodobá soutěž mladých párů                                                                       | Ondřej Blaha a Sofie Krupičková                 |
| (JŽL) Star League                | Dlouhodobá soutěž rozdělená na hráče do 15 a do 21 let                                               | Curling Brno Žáci a Kolibris 6                  |
| Pohár ČSC                        | Krátkodobá soutěž týmů z MČR mužů a žen                                                              | Zbraslav Klíma (L. Klíma)                       |
| Eurovia Liga vozíčkářů           | Dlouhodobá soutěž vozíčkářů                                                                          |                                                 |
| Pohár ČSC juniorů a žáků         | Krátkodobá soutěž mladých hráčů                                                                      | Curling Brno Žáci a Kolibris 4                  |
| EJCT PRAGUE JUNIOR CUP 2024      | 9. ročník curlingového turnaje juniorů a juniorek, součást světové curlingové tour WCT.              |                                                 |
| PRAGUE LADIES INTERNATIONAL 2024 | 2. ročník mezinárodního curlingového turnaje žen, součást světové curlingové série WCT.              |                                                 |